# Priolepis farcimen
Priolepis farcimen és una espècie de peix de la família dels gòbids i de l'ordre dels perciformes.

## Morfologia
Els mascles poden assolir els 1,9 cm de longitud total.

## Distribució geogràfica
Es troba a les Illes Marshall, Hawaii, Tonga, les Illes Marqueses, les Illes de la Societat, la Polinèsia Francesa, les Tuamotu i Pitcairn.